# Yul Bürkle
Yul Hansel Bürkle Solorzano (ur. 30 września 1974 w Caracas) – wenezuelski aktor telewizyjny, znany z ról łotrów lub lekkoduchów.

## Życiorys
Urodził się w Caracas jako syn Niemca i Meksykanki. Debiutował w wenezuelskiej telenoweli Nazywają ją Mariamiłość (La llaman Mariamor, 1996). 
Po udziale w telenowelach Córka farmera (Destino de mujer, 1997), Luisa Fernanda (1999) i Moje trzy siostry (Mis 3 hermanas, 2000), przeniósł się do Miami, gdzie uczył się aktorstwa i języka angielskiego oraz nagrał płytę. 
Przełomem w karierze stała się rola Alexa w telenoweli Żona Lorenza (La Mujer de Lorenzo, 2003).

## Filmografia

### Telenowele
- 1996: Nazywają ją Mariamiłość (La llaman Mariamor) jako Willy
- 1997: Córka farmera (Destino de mujer) jako Arnaldo
- 1999: Luisa Fernanda jako Gustavo Cazán
- 2000: Moje trzy siostry (Mis 3 hermanas) jako Anibal Solis Quintero
- 2001: Tajemnica miłości (Secreto de amor) jako Braulio Viloria
- 2003: Żona Lorenza (La Mujer de Lorenzo) jako Alex
- 2004: Inocente de ti jako Douglas
- 2005: Bezcenna miłość (El Amor no tiene precio) jako Mariano Lujan
- 2007: Osaczona (Acorralada) jako Andres Davila
- 2007: Za marny grosz (Aunque mal paguen)
- 2009-2010: Alma Indomable jako Fernando Ríos
- 2010: Ktoś cię obserwuje jako Mauricio Ostos
- 2010: Salvador de mujeres jako Manuel
- 2011: Natalia del mar jako Bruno Baltazar / Diego Baltazar
- 2013: Los secretos de Lucía jako Pablo Zuleta
- 2013: De todas maneras Rosa jako Asdrúbal Soto
- 2015: Escándalos jako Alexander "Alex" Morgan "El Enviado" / Gino Varessi
- 2016: Silvana Sin Lana jako Esteban
- 2017: Vikki RPM jako Graco Rivera